# منتخب جمهورية الدومينيكان لكرة السلة
منتخب جمهورية الدومينيكان لكرة السلة هو ممثل جمهورية الدومينيكان الرسمي في المنافسات الدولية في كرة السلة. ينتمي إلى منطقة اتحاد الأمريكتين لكرة السلة. انضم إلى الاتحاد الدولي لكرة السلة في عام 1954.

## البطولات التي شارك فيها
- بطولة الأمريكتين لكرة السلة
- كأس العالم لكرة السلة